# Műkorcsolya a 2017. évi téli universiadén
A 2017. évi téli universiadén a műkorcsolya versenyszámait az Almaty Arenában rendezték február 1. és 4. között.

## Részt vevő nemzetek
Az universiadén 28 nemzet 94 sportolója – 50 férfi és 44 nő – vett részt, az alábbi megbontásban:
| Részt vevő nemzetek férfi / nő megbontásban | Részt vevő nemzetek férfi / nő megbontásban | Részt vevő nemzetek férfi / nő megbontásban | Részt vevő nemzetek férfi / nő megbontásban | Részt vevő nemzetek férfi / nő megbontásban | Részt vevő nemzetek férfi / nő megbontásban | Részt vevő nemzetek férfi / nő megbontásban | Részt vevő nemzetek férfi / nő megbontásban | Részt vevő nemzetek férfi / nő megbontásban | Részt vevő nemzetek férfi / nő megbontásban | Részt vevő nemzetek férfi / nő megbontásban | Részt vevő nemzetek férfi / nő megbontásban |
| ------------------------------------------- | ------------------------------------------- | ------------------------------------------- | ------------------------------------------- | ------------------------------------------- | ------------------------------------------- | ------------------------------------------- | ------------------------------------------- | ------------------------------------------- | ------------------------------------------- | ------------------------------------------- | ------------------------------------------- |
| nemzet                                      | F                                           | N                                           | nemzet                                      | F                                           | N                                           | nemzet                                      | F                                           | N                                           | nemzet                                      | F                                           | N                                           |
| Ausztria                                    | 1                                           | 2                                           | Franciaország                               | 4                                           | 1                                           | Kirgizisztán                                | 0                                           | 1                                           | Svédország                                  | 3                                           | 1                                           |
| Csehország                                  | 2                                           | 2                                           | Görögország                                 | 0                                           | 1                                           | Litvánia                                    | 0                                           | 1                                           | Szlovákia                                   | 2                                           | 1                                           |
| Dél-Korea                                   | 3                                           | 2                                           | Hollandia                                   | 2                                           | 0                                           | Mexikó                                      | 0                                           | 2                                           | Szlovénia                                   | 0                                           | 1                                           |
| Egyesült Királyság                          | 1                                           | 0                                           | Hongkong                                    | 1                                           | 0                                           | Németország                                 | 3                                           | 4                                           | Tajvan                                      | 1                                           | 0                                           |
| Észtország                                  | 1                                           | 0                                           | Japán                                       | 3                                           | 3                                           | Olaszország                                 | 2                                           | 2                                           | Thaiföld                                    | 0                                           | 1                                           |
| Fehéroroszország                            | 1                                           | 1                                           | Kazahsztán                                  | 3                                           | 3                                           | Oroszország                                 | 6                                           | 5                                           | Törökország                                 | 1                                           | 1                                           |
| Finnország                                  | 2                                           | 1                                           | Kína                                        | 5                                           | 6                                           | Svájc                                       | 0                                           | 1                                           | Ukrajna                                     | 3                                           | 1                                           |

F = férfi, N = nő

## A versenyszámok időrendje
Az Universiade eseményei helyi idő szerint (GMT +06:00):
| február 1., szerda        | február 2., csütörtök         | február 3., péntek            | február 4., szombat            |
| ------------------------- | ----------------------------- | ----------------------------- | ------------------------------ |
| 14:30 Nők (rövid program) | 14:30 Jégtánc (rövid program) | 14:50 Férfiak (rövid program) | 14:00 Jégtánc (szabad program) |
|                           | 17:00 Nők (szabad program)    |                               | 17:00 Férfiak (szabad program) |

## Eredmények

### Éremtáblázat
| #        | nemzet            | arany | ezüst | bronz | összesen |
| 1        | Oroszország (RUS) | 1     | 1     | 0     | 2        |
| 2        | Kazahsztán (KAZ)  | 1     | 0     | 0     | 1        |
| 2        | Ukrajna (UKR)     | 1     | 0     | 0     | 1        |
| 4        | Japán (JPN)       | 0     | 2     | 1     | 3        |
| 5        | Németország (GER) | 0     | 0     | 1     | 1        |
| 5        | Svédország (SWE)  | 0     | 0     | 1     | 1        |
| összesen | összesen          | 3     | 3     | 3     | 9        |

### Éremszerzők
| A 2017. évi téli universiade érmesei műkorcsolyában |                                        |                                  |                                 |
| versenyszám                                         | arany                                  | ezüst                            | bronz                           |
| Férfi                                               | Denis Ten                              | Keidzsi Tanaka                   | Alexander Majorov               |
| Női                                                 | Jelena Ragyionova                      | Nitaja Rin                       | Iszobe Hinano                   |
| Jégtánc                                             | Olekszandra Nazarova / Makszim Nikitin | Szofja Jevdokimova / Jegor Bazin | Shari Koch / Christian Nüchtern |

## Statisztika
| Nőknél                           | Nőknél                                          | Nőknél                           | Férfiaknál                       | Férfiaknál                                      | Férfiaknál                       |
| A viadal legfiatalabb sportolója | A viadal legfiatalabb sportolója                | A viadal legfiatalabb sportolója | A viadal legfiatalabb sportolója | A viadal legfiatalabb sportolója                | A viadal legfiatalabb sportolója |
| Sportoló neve                    | Születési idő és kor (2017. február 1. szerint) | Nemzet                           | Sportoló neve                    | Születési idő és kor (2017. február 1. szerint) | Nemzet                           |
| -------------------------------- | ----------------------------------------------- | -------------------------------- | -------------------------------- | ----------------------------------------------- | -------------------------------- |
| Zhansaya Adykhanova              | 1999. december 30. (17 évesen)                  | Kazahsztán                       | Arthur Panikhin                  | 1999. december 26. (17 évesen)                  | Kazahsztán                       |
| A viadal legidősebb sportolója   |                                                 |                                  |                                  |                                                 |                                  |
| Sportoló neve                    | Születési idő és kor (2017. február 1. szerint) | Nemzet                           | Sportoló neve                    | Születési idő és kor (2017. február 1. szerint) | Nemzet                           |
| Roberta Rodeghiero               | 1990. április 7. (26 évesen)                    | Olaszország                      | Michal Březina                   | 1990. március 30. (26 évesen)                   | Csehország                       |
| Azonos napon született sportolók |                                                 |                                  |                                  |                                                 |                                  |
| Sportolók neve                   | Sportolók neve                                  | Születési idő                    | Születési idő                    | Nemzet                                          | Nemzet                           |
| Sıla Saygı Benjamin Steffan      | Sıla Saygı Benjamin Steffan                     | 1996. január 2.                  | 1996. január 2.                  | Törökország Németország                         | Törökország Németország          |
| Andrej Bagin Yuri Hulitski       | Andrej Bagin Yuri Hulitski                      | 1996. április 18.                | 1996. április 18.                | Oroszország Fehéroroszország                    | Oroszország Fehéroroszország     |